# 塔吉克經濟
塔吉克經濟自獨立以來朝著轉型的方向進行改革政策。外匯收入嚴重取決於棉花和鋁材出口，所以經濟極易受到外部衝擊的影響。在2000年財政年度，國際援助仍然是康復計劃的重要支持來源，目的是讓前內戰戰鬥人員重返融入平民經濟，從而有助保持和平。在嚴重乾旱發生的第二年，糧食生產的持續短缺，國際援助成為必要的解決辦法。戰爭結束後，該國經濟大幅增長。根據世界銀行的數據，2000-2007年期間國內生產總值平均每年增長9.6%。其他中亞國家（即土庫曼和烏茲別克）在那個時期之後經濟出現倒退，塔吉克的相對位置改善。2009年8月，估計該國六成公民生活在貧困線以下。無論在國內或國際方面，2008年全球金融危機均對塔吉克造成重大打擊。該國的貧困率已經很高，加上許多公民依賴外地匯款，因此該國受到的打擊大於許多其他國家。

## 經濟史
下表是國際貨幣基金組織估計的塔吉克國內生產總值，數字以百萬計。
| 年   | 國內生產總值 | 美元匯率          |
| ---- | ------------ | ----------------- |
| 1995 | 65,000       | 123.33 塔吉克盧布 |
| 2000 | 1,807        | 1.82 塔吉克索莫尼 |
| 2005 | 7,201        | 3.11 塔吉克索莫尼 |

以購買力平價計算，1美元只可兌換0.82索莫尼。
該國經濟因六年內部衝突和損失產品市場而被嚴重削弱，因此大部分基本生活需求依賴國際人道主義援助。1997年6月和平協議兌現，但在把難民和前戰鬥人員融合到經濟方面，該國面臨重大問題。該國的經濟前景和吸引外資的潛力，取決於和平進程的穩定性和持續步伐。
2006年塔吉克的人均國內生產總值水平是1990年代的85%，而人口則從1991年的530萬，上升到2009年的730萬。
塔吉克政府在既有利益者的阻撓下，在2000財年推行宏觀經濟穩定和結構改革。1999年12月，政府宣布成功完成把小企業私有化，而中型和大型國有企業的私有化繼續增加。中型和大型國有企業持續私有化、土地改革、銀行業改革和重組，仍然是首要任務。2000財年結束後不久，國際貨幣基金組織董事會第三年批准減貧與增長貸款，顯示對該國政府近期表現的信心。塔吉克政府加強財政紀律，使經濟回復正增長。2001年，政府預算接近平衡，2002年政府預算目標為財政赤字佔國內生產總值的0.3%，其中包括最近增加的社會部門開支。

## 國內生產總值
塔吉克國內生產總值在2005年增長6.7%至18.9億美元左右，在2006年增長約8%，連續五年每年增長超過6%。官方預測2007年國內生產總值增長7.5%。2005年人均國內生產總值為258美元，水平是15個前蘇聯國家中最低。2005年，服務業、農業和工業分別佔國內生產總值的48%、23.4%和28.6%。隨著近期環球經濟衰退，國內生產總值增長率在2009年上半年減少至2.8%，海外匯款估計佔國內生產總值的30-50%。

## 工業

### 農業
政府宣布加快土地改革計劃，但2006年許多蘇聯時代的國營農場仍然存在，國家保留私人農場的生產和收穫控制權。棉花農場的私有化步伐緩慢，棉農未償還債務在2006年仍然是問題。在21世紀初，該國的主要作物是棉花（2004年佔耕地的三分之一，比例其後下降）、穀物（主要是小麥）、土豆、蔬菜（洋蔥和西紅柿為主）、水果和稻米。棉花對該國農業和經濟有重大的貢獻，佔農業產值的六成，養活75％的農村人口，並使用灌溉耕地面積的45％。在8,800平方公里的農業土地中，八成以上依賴於灌漑。該國須從哈薩克和烏茲別克進口糧食。

### 林業
該國約5%土地是林地，主要位於海拔1,000至3,000米之間，該國沒有森林地區被列為商業用途，大部分受到國家保護。木材生產只有少量，但當地居民收穫非木材林產品。

### 釣魚
溪流和湖泊出產有限魚穫，有些魚來自水產養殖。2003年捕魚量約158噸，而養殖場出產167噸魚。

### 採礦和礦物
該國有豐富的礦產如金、銀和銻，最大的銀礦床和最大的黃金開採業務位於索格特州。俄羅斯的諾里爾斯克鎳業公司在Bolshoy Kanimansur發現新的大型銀礦床。該國也出產鍶、鹽、鉛、鋅、螢石和汞。鈾是蘇聯時代重要的礦業，該國仍保持一定的蘊藏量但停止開採。化石燃料只有煤炭，每年開採量約3萬噸。該國的大型鋁加工業完全依賴進口礦石。

### 工業和製造業

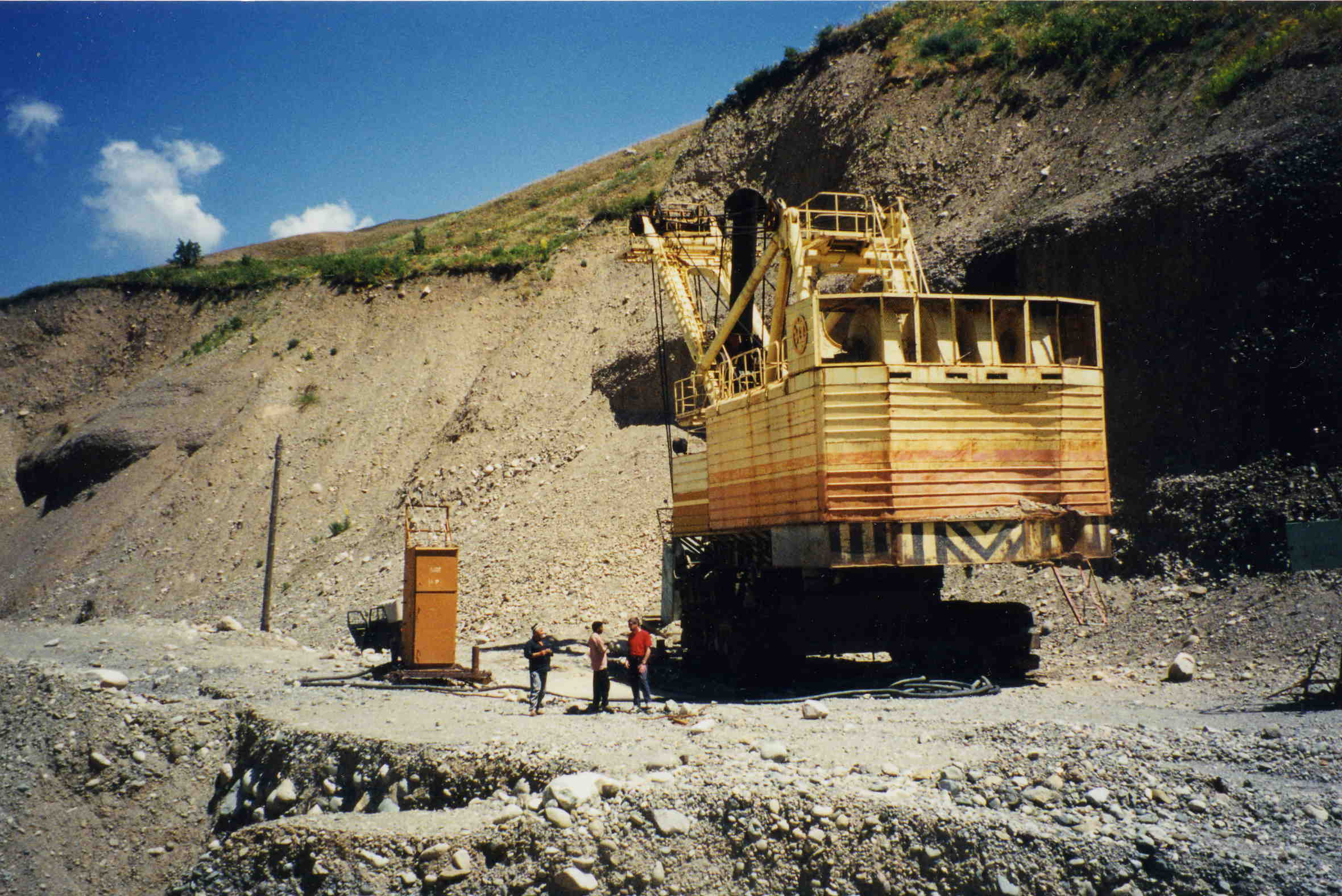
銀礦場

1990年代中期，大多數工業的產量大幅下降。在21世紀初，儘管廣泛進行私有化，但工業增長仍非常緩慢。2006年，在700家主要工業企業中，估計約三分之一完全處於閒置狀態，其餘以容量的20%或25%運行，主要原因是設備陳舊、投資水平低和缺乏市場。在2006年，政府為振興行業，考慮將一些企業重新國有化。塔吉克唯一的主要重工業是鋁材加工及化工生產，前者集中在Tursunzoda加工廠，2005年佔工業生產的四成，後者集中在杜尚別、庫爾干秋別和亞萬（Yavan）。2005年鋁產量增長6%。有些小型輕工業工廠生產紡織品和加工食品，主要使用國內農產品。紡織業處理約兩成國產棉花，輕工業擴展是2005年國內生產總值增長的重要因素。建築業約一半由國家擁有，資本項目低投資水平，加上粗製濫造，國際合同因此卻步而大受打擊。然而，新基建項目和住房建設增加，使產量在2004年至2005年間增加六成。根據塔吉克經濟研究學會，三分之一的工廠在2009年生產停止，工業產值在2009年首六個月下跌13%，導致出口收入減少48%。

### 能源業
塔吉克的河流如瓦赫什河和噴赤河，有發展水力發電的龐大潛力，而政府的重點是招商引資進行電力項目，以供內部使用和出口。蕴藏总能量可达2856亿千瓦时，总功率为3230万千瓦。目前拥有大、中、小型水电站20余座，总装机容量为406万千瓦，年发电总量徘徊在150亿千瓦时上下，只相当于八十年代初期水平。該國的努列克（Nurek）水電站是世界上最高的大壩。桑圖達（Sangtuda）1號水電站於2008年1月18日開始運作，於2009年7月31日正式投產，最大發電量670兆瓦，由俄羅斯的Inter RAO公司經營。其他處於發展階段的項目包括由伊朗公司興建的桑圖達2號發電廠、中國水電興建的澤拉夫尚河發電廠、羅貢壩，其中羅貢壩高335米，預計取代努列克大壩作為世界上最高的水壩。羅貢壩最初計劃由俄羅斯的Inter RAO公司興建，但後來俄羅斯因分歧退出。2010年，在伊朗的投資和中國的援助下恢復興建。在瓦赫什河上建成并运转着瓦赫什梯级水电站，总功率285兆瓦；瓦尔佐布河上的瓦尔佐布梯级水电站，总功率为25兆瓦；锡尔河上的卡伊拉库姆水电站，功率126兆瓦；帕米尔高原上的霍罗格和帕米尔水电站，总功率为22.7兆瓦。 除了水力發電外，2个热电站――杜尚别和爪哇热电站，总额定功率318兆瓦。
2014年，恢复了通向阿富汗北部边境地区的配电网络。经过110千伏输电线路向昆都士供电。目前的输电能力为10-15兆瓦。 
其他能源資源包括龐大的煤炭儲量和較小的天然氣和石油儲藏量。2010年12月，俄羅斯天然氣工業股份公司宣布，Sarykamish油田發現龐大天然氣儲量達600億立方米，足夠供應該國50年的國內使用量。國家電力公司是Barqi Tojik。
塔吉克是歐盟「向歐洲輸送石油和天然氣國家間項目」（INOGATE）的夥伴國之一，四個關鍵主題包括︰加強能源安全、在歐盟內部能源市場的原則下凝聚成員國的能源市場、支持可持續能源發展和吸引有利共同和地區利益的能源項目投資。

### 服務業

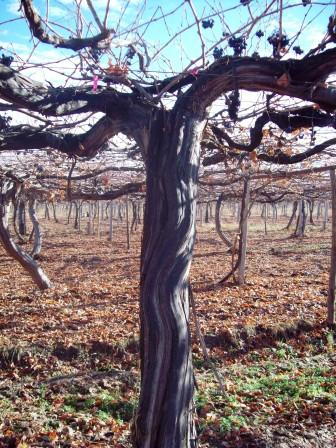
Vinogradnaya葡萄園

21世紀初，服務業的整體輸出穩定增加。由於塔吉克斯坦國家銀行加強監督、放寬外國機構參與、進行監管改革，銀行體系得以明顯改善。銀行系統包括16家商業銀行和中央銀行。雖然原則上大多數銀行已經私有化，但國家仍控制該體系。一項由國際輔助的重組計劃於2003年完成。銀行提供的服務範圍狹窄，主要集中在向國有企業提供信貸。只有約一成資金流經銀行系統，小型企業甚少從銀行借款。旅遊業擁有龐大潛力，但在內戰中被摧毀，由於基礎設施差劣、缺乏晉升機會和安全問題，該行業尚未得以重建。一些小型保險公司在2000年代初開始運作。
塔吉克斯坦國家銀行主席宣布，2013年初有142信貸機構在該國營運，其中包括16家銀行和299分行、2家非銀行金融機構和124家小額信貸組織。

## 勞動人口
在2003年，塔吉克的活躍勞動人口估計為340萬，其中從事農業、服務業和工業及建築業分別佔64%、24%和10%。公務員實際工資在21世紀初下跌後，在2004和2005年上升。國營農場仍佔主導地位，大部分工人為公務員，只有少數人完全依賴日薪。在失業率高企的推動下，2006年估計有70萬工人在俄羅斯和其他國家尋找季節性或永久性就業崗位，他們的匯款在2005年估計約6億美元，是該國的重要經濟來源，2004年估計有15%家庭主要依靠這些款項過活。2009年5月，塔吉克匯款為5.25億美元，比去年下跌34%。在2008年爆發金融危機前，估計有150萬名外地勞工匯款回國。2006年，平均每月工資為27美元，非官方估計全國失業率高達40%，農村地區失業率超過60%。南部哈特隆州的失業率一直高於北方的索格特州。2009年平均工資為每工時0.66美元。

## 貨幣、匯率和通貨膨脹
塔吉克於2000年推出索莫尼，取代自1991年以來的貨幣盧布。匯率自2001年以來一直保持相對穩定。2007年1月，1美元兌3.21索莫尼。2011年4月，1美元兌4.7索莫尼。
在整個後蘇聯時代，通貨膨脹一直是經濟增長和改善人民生活水平的重大障礙。通脹率在2001至2003年期間，分別為33%、12.2%和16.3%，在2004和2005年分別下降至6.8%和7.1%。2006年底，通脹率接近10%的水平。官方預計2007年通脹率為7%。

## 政府預算
1997年和2000年之間，該國預算出現赤字，其後連續三年預算盈餘，至2004年再次出現預算赤字。2005年收入總額為4.42億美元（受惠於改善稅收），而支出為5.42億美元，即出現赤字1億美元。2007年獲批准的國家預算收入和支出分別是9.26億美元和9.54億美元，赤字為2,800萬美元。

## 對外經濟關係

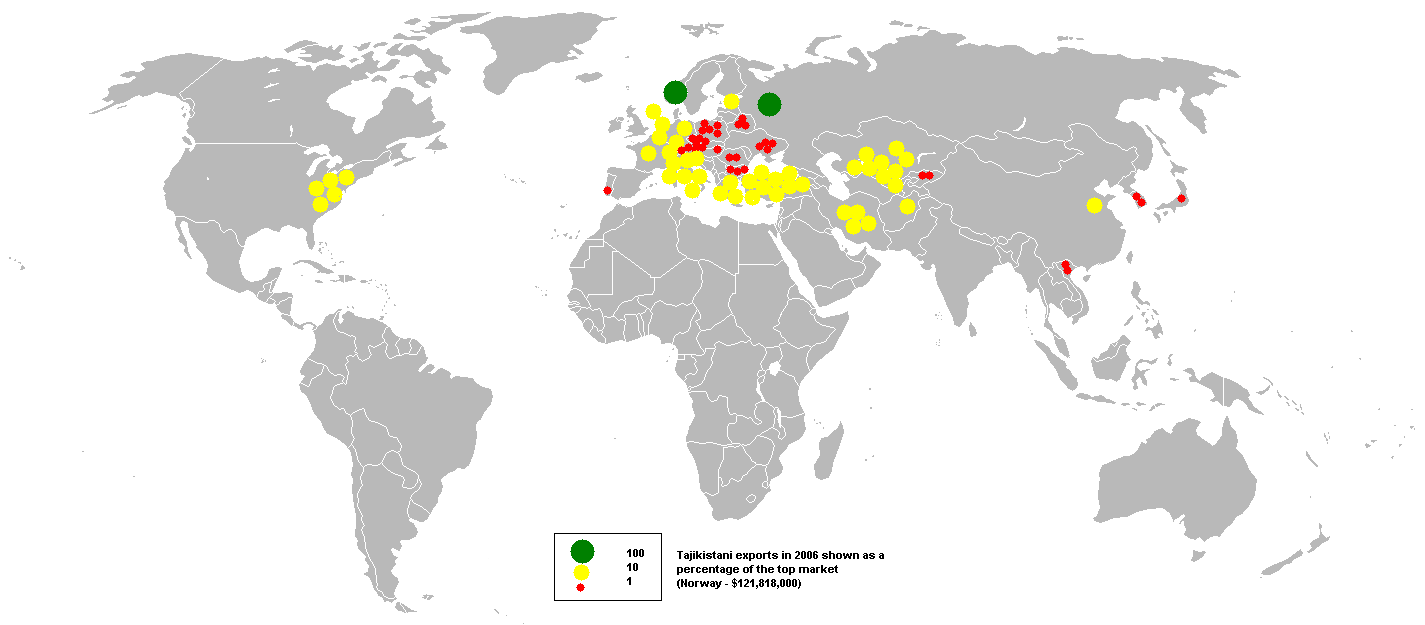
2006年塔吉克出口產品

在後蘇聯時代，該國大幅把市場轉離前蘇聯加盟共和國，2005年獨立國家聯合體以外的國家佔出口總額的八成以上，其中七成以上是歐盟國家和土耳其。但是，由於該國大部分食品和能源進口自獨聯體國家，獨聯體以外的總貿易活動在2005年只有約53%。2005年，該國的主要出口國依價值順序為荷蘭、土耳其、俄羅斯、烏茲別克、拉脫維亞和伊朗。鋁材佔出口總值的一半以上，其他主要出口商品有棉花、電力、水果、植物油和紡織品。2005年，塔吉克的最大進口國依價值順序為俄羅斯、哈薩克、烏茲別克、阿塞拜疆、中國、烏克蘭等，排名很大程度上取決於從鄰國購買的昂貴燃料和電力。氧化鋁（三氧化二鋁）是另一種重要的進口商品，主要供應鋁工業，主要進口國是阿塞拜疆、哈薩克和烏克蘭。

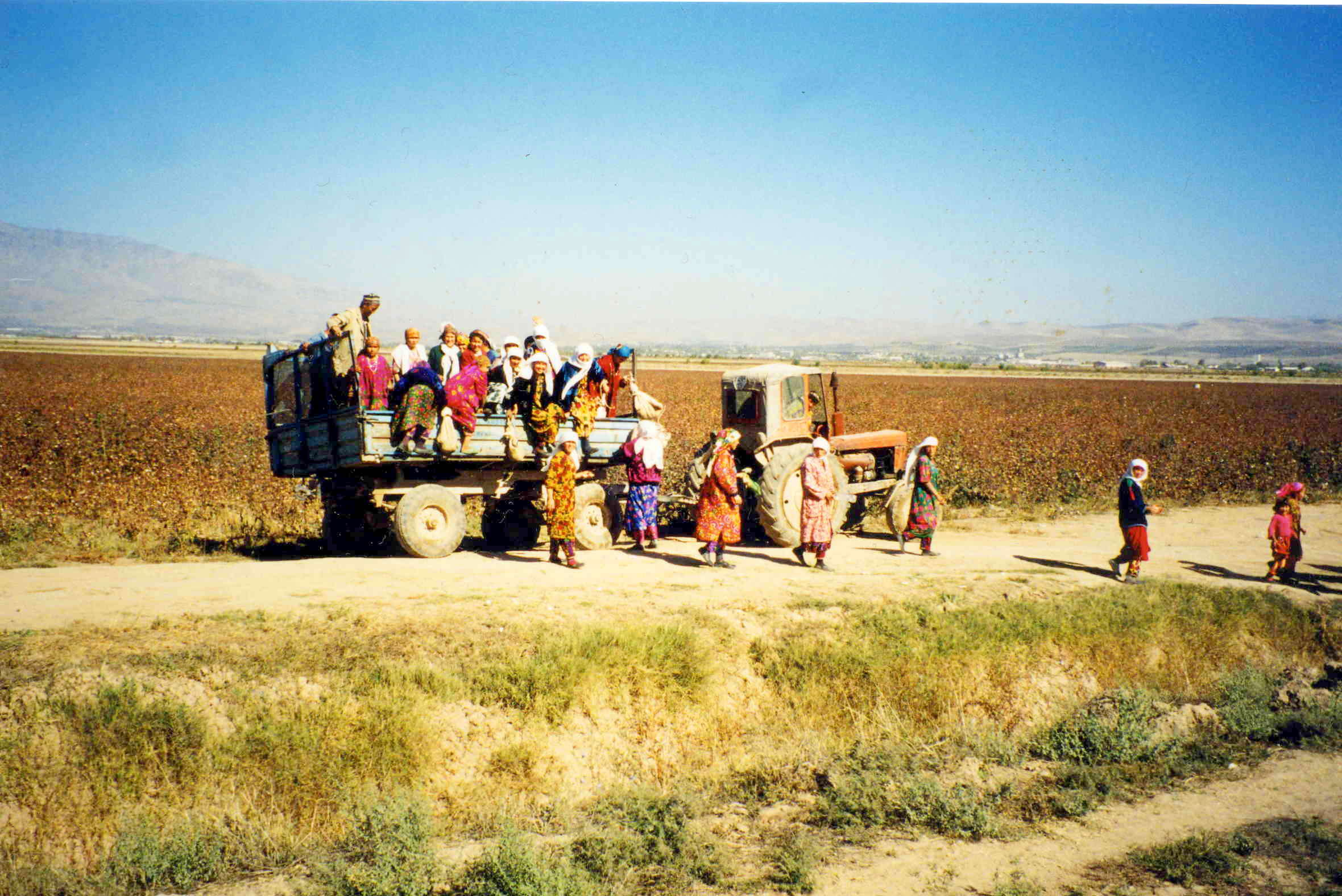
南方棉田

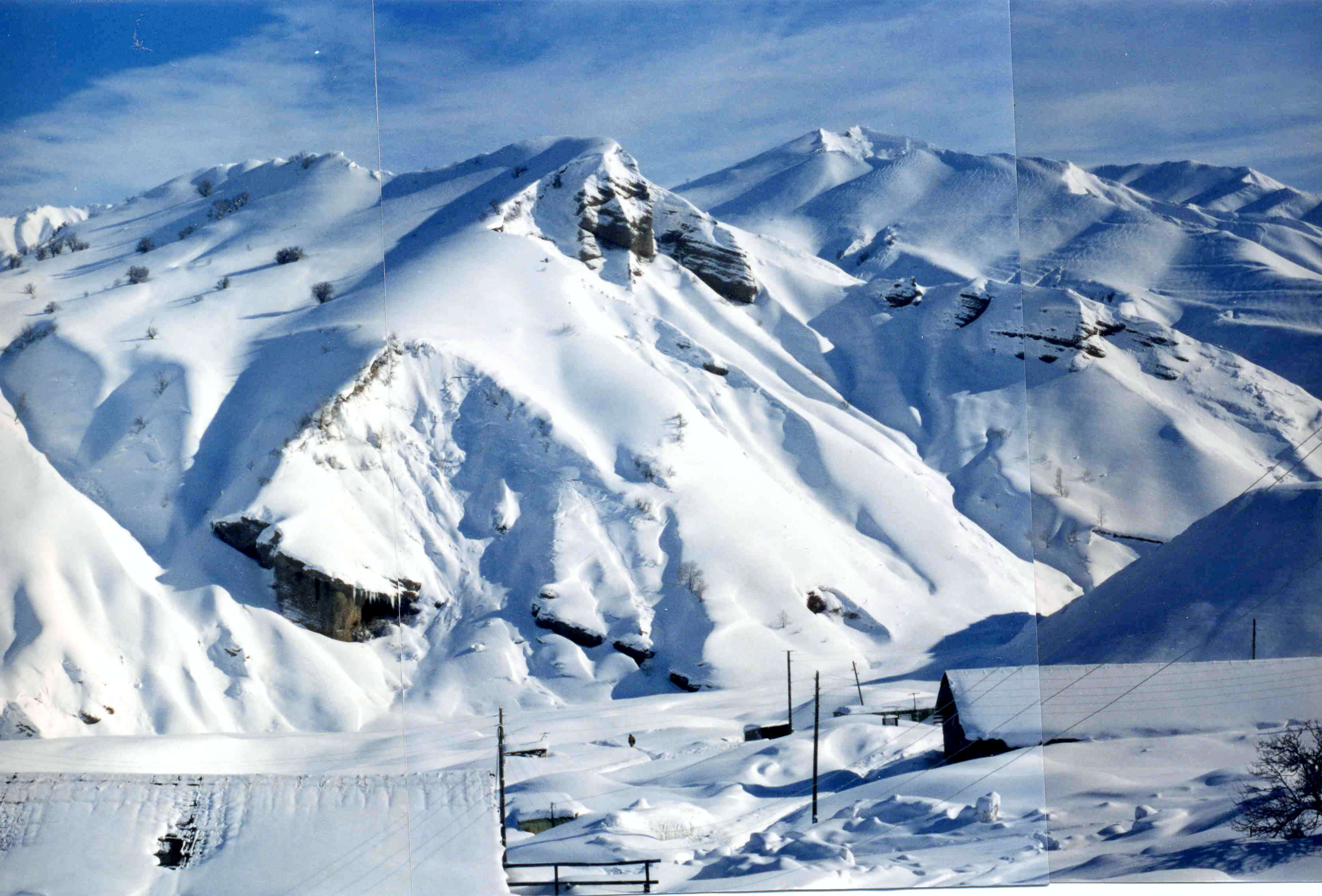
帕米爾高原的觀光區

塔吉克在整個後蘇聯時代出現貿易赤字。2003年出口和進口總值分別為7.05億和8.02億美元，貿易赤字為9,700萬美元。2004年出口和進口總值分別為7.36和9.58億美元，貿易赤字為2.22億美元。赤字在2005年再次增加至3.39億美元，主要原因是棉花出口下降和國內對商品的需求增加。
自1990年代末，經常帳赤字普遍呈下降趨勢，2005年8,600萬美元。2006年和2007年的經常收支赤字估計佔國內生產總值的4.5%，2006年金額為9,000萬美元左右。2005年，整體國際收支為1,400萬美元，2006年估計減至800萬美元。
在2006年底，該國外債估計為8.3億美元，其中大部分是長期國際債務，數字因國家借貸政策在1990年代和21世紀初期間穩步增長。2004年，該國與俄羅斯交換債務，以努列克太空追蹤站的所有權，換取削減約兩成外債。截至2006年，重整債務談判帶來的債務削減，值國內生產總值約三分之二。
21世紀初，外商直接投資仍然偏低，原因是政治和經濟不穩定、腐敗、國內金融體系差劣和地理位置偏遠。建立業務幾乎一定需要賄賂官員，並經常遇到與政府有關連的企業家的阻力。為吸引外國投資和技術，該國提出建立自由經濟區，向公司提供稅務、費用和海關的優惠。2004年，國會通過一項自由經濟區的法律，並於2008年通過法令創建兩個區域︰噴赤河自由經濟區和索格特州自由經濟區。2003年外商直接投資總額為4,100萬美元，在2004年因俄羅斯的減債交易增加至2.72億美元，在2005年上半年金額為1,600萬美元。從2005年開始，俄羅斯Rusal鋁業公司恢復興建瓦赫什河的羅貢壩，增加圖爾孫扎德工廠的鋁業產量，該鋁業工廠定於2007年向俄鋁出售。此外，在2005年，俄羅斯與伊朗恢復瓦赫什河的桑圖達水電站工程。俄羅斯天然氣工業股份公司是俄羅斯的天然氣壟斷企業，在2006年和2007年分別撥出700萬和1,200萬美元用在該國的石油和天然氣勘探。俄羅斯電信公司VimpelCom公司，在2005年買下塔吉克的Tacome移動電話公司的控股份額。2006年，土耳其初步計劃投資一家豪華酒店和一間棉花加工廠。

### 世貿組織
2013年3月2日，塔吉克加入世界貿易組織，成為第159個成員國。2001年7月18日，總理事會成立塔吉克加入世貿工作小組，談判在2012年10月26日結束，小組接納入世要求，總理事會其後在同年12月10日批准。工作小組於2011年7月召開第六次會議，繼續審議該國的對外貿易制度。作為雙邊市場准入的談判的一部分，該國同意降低烹飪設備、冰箱、微波爐和熱水器的關稅，以換取泰國支持。此前，塔吉克政府證實與日本結束談判，2012年7月31日簽署協議支持加入世貿。

## 外部連結
- Habib Borjian, Economy of Tajikistan, Encyclopædia Iranica. (mostly about its economic history)